# Završje (Grožnjan)
Završje (olaszul:  Piemonte) falu Horvátországban, Isztria megyében. Közigazgatásilag Grožnjanhoz tartozik.

## Fekvése
Az Isztria középnyugati részén, Bujétől 12 km-re délkeletre, községközpontjától 4 km-re keletre a Mirna völgyétől északra egy 240 méter magas dombon fekszik.

## Története
A település helyén a régészeti leletek tanúsága szerint már a történelem előtti időben erődített település állt. Az ókorból egy feliratos sírkőtöredék került elő területéről 1885-ben. Első írásos említése 1102-ből származik amikor II. Ulrik isztriai őrgróf az aquileiai pátriárkának adta. Valószínűleg már ekkor álltak középkori erődfalai. Az 1341-ben és 1508-ban kibocsátott dokumentumokban "Pyamont" vagy "Poymont" néven szerepel. Egy 1427-ből származó német nyelvű okiratban „Pemund” a neve. 1300-ban a pazini grófok birtoka volt. Később a vegliai grófok ellen vívott harcokban a Velencei Köztársaság szerezte meg. 1360-ban a Lodovico de' Della Torre pátriárka és Negri püspök parancsnoksága alatt álló trieszti csapatok a pazini grófok elleni háborúban sikertelenül támadták. 1374-ben hűbérbirtokként Habsburg uralom alá került. Saját igazgatással, kapitánnyal, urbáriummal és prefektussal rendelkezett. Az osztrák hatóságok adóengedményei hatására 14. század végén horvát családok kezdtek letelepedni a területén. 1412 után az osztrákok ellen vívott háborúk során többször támadták velencei hadak, végül 1511-ben el is foglalták. 1530-ban Velence Giustignano Contarininek adta el és a család egészen a 19. századig megtartotta. Ezután előbb francia, majd ismét osztrák uralom alá került. Az osztrák uralom alatt a település jelentős fejlődésnek indult, melyet a keskeny nyomtávú vasútvonal a „Parenzana” megépítése is elősegített. A kereskedelem fejlődéséhez jelentősen hozzájárult a mezőgazdasági termelés, különösen az intenzív zöldség- és gyümölcstermesztés. Felvirágzott a kézművesség is. A településnek postája, iskolája, három üzlete és számos kézművese volt. 1857-ben 901, 1910-ben 566 lakosa volt. Az első világháború után a rapallói szerződés értelmében Isztria az Olasz Királysághoz került. 1943-ban az olasz kapitulációt követően német megszállás alá került, mely 1945-ig tartott. A második világháború után a párizsi békeszerződés értelmében Jugoszlávia része lett. Olasz lakossága nagyrészt kivándorolt Olaszországba, csak néhány család maradt itt. A település Jugoszlávia felbomlása után 1991-ben a független Horvátország része. 2011-ben 47 lakosa volt. Lakói főként mezőgazdasággal és állattartással foglalkoznak.

## Nevezetességei
- A települést egykor kettős védőfal övezte, melynek részei még ma is láthatók. Rajtuk keresztül két kapu nyílt, melyek közül mára csak egy, a déli városkapu maradt meg. A kapu felett a települést háromszáz évig uraló Contarini család címere látható.
- A Kisboldogasszony (Mária születése) tiszteletére szentelt plébániatemplomát 1792-ben építették a korábbi templom helyén. A templom egyhajós épület két oldalkápolnával, kupolás mennyezettel, félköríves apszissal. Öt márványból épített oltára van. Oltárképei közül a Rózsafüzér királynője és az Immaculata képeket G. Diziani, a Szűz Mária születése képet M. Bassi festette a 18. század végén. Orgonáját G. B. Piaggi építette 1740-ben, az Isztria legrégibb működő orgonája. Kétnyílásos harangtornya a tetőzettel azonos magasságú, így alig észrevehető.
- A Rózsafüzér Királynője tiszteletére szentelt templomát a 16. században építették, 1634-ben megújították és egy újabb hajóval bővítették. A templom kéthajós, félköríves apszissal, csúcsíves kapuzattal, melyet a templom utolsó átépítésekor 1879-ben készítettek. A régi négy oltárból mára csak kettő maradt. Legrégebbi szobrai a fából faragott Madonna és a kőből faragott ülő Istenanya szobor a 15. században készültek. Liturgikus tárgyai a 15. – 18. századból valók. Ezek közül kiemelkedik a 18. századi ezüst csillár és gyertyatartó és egy medalionokkal díszített 1476-ból származó pompázatos serleg, melyet a templom a 18. század végén a Rothschild gyűjteménynek adott át és ma a párizsi Louvre-ban őrzik. A gótikus szentségtartó 1849-ben készült, Szűz Máriát, Szent János evangélistát és a sírból kijövő Krisztust ábrázolja. 22 méter magas harangtornya messze a település fölé magasodik.
- Közvetlenül a templom mellett áll a Contarini-palota, melyet a 11. században építettek. Belsejében egy 1579-ben építette kis házacska található, melyen a "Hosteria di Valentino Valle" felirat látható.
- A városkapu előtt a völgy felé egy 1556-ban épített kápolna található, mely Szent Rókus tiszteletére van szentelve. Hármas szárnyasoltárán Szűz Mária, Szent Rókus és Szent Sebestyén ábrázolása látható. Régi harangját a pazini múzeumban őrzik.
- A plébániatemplomtól 1 km-re északra található a Szent András temetőkápolna. Az oltárát díszítő szobrokat ellopták.
- Završje közelében található „Stancija Silić”[2] lakó- és gazdasági épületegyüttese, mely a deszakralizált középkori Szent Pelágiusz-kápolna és a délről mellé épített, hasonló formájú és magasságú épület  összekapcsolásával jött létre. Így az épületegyüttes a három részből, egy lakó- és kereskedelmi épületből, egy átalakított kápolnából, egy műemlékátjáróból és a déli oldalon álló épületből áll, amelyet az átalakított kápolna méretei szerint építettek. A kápolna egy gazdag, 14. századi falfestményét ma a bujei plébánia irodájában őrzik.
- A Zavšje központjától északnyugatra fekvő Sveti Juraj nevű településrészen található a 12./13. századi Szent György-templom maradványa.[3] Egyhajós épület, három belső félköríves apszissal, amelyek középső része magasabb, szélesebb és mélyebb, mint az oldalsók. Az északi apszist befalazták, míg a déli fölé karcsú harangtornyot emeltek. A 14. század első feléből származó harangtorony elhelyezése az  Isztria területén egyedülálló.
- Szent Primus és Felicián tiszteletére szentelt templom[4] a Završje közelében fekvő Čirkoti falu temetőjében található. Román stílusú, egyhajós templom belül négyszögletes belső, sarokfülkés apszissal, ahol két réteg freskót tártak fel, a 13. és a 15. századból, glagolita betűs graffitikkel. Az apszisban az apostolok ábrázolását is felülmúlja a Maiestas Domini (Isten dicsősége) jelenet. A freskók valószínűleg a közeli Friuli műhelyének munkái, és a 14./15. század fordulóján keletkeztek. Az északi falon egy régebbi falfestmény-réteg is található, ahol a krisztológiai ciklus jeleneteit mutatják be két részletben. Az ezen a helyen talált epigráfiai és más római kori leletek a kultuszhely folytonosságáról tanúskodnak.
- A gyalogutak határán emelkedő Szent András-dombon egy késő reneszánsz utikápolna található. Négyszögletes alaprajzú építmény sík hátsó fallal, elöl félköríves bejárattal, amelyet két nagyobb kőlapból álló nyeregtetővel fedtek. Belsejét többször festették, ma három réteg tárható fel. Az első, freskó technikával készült réteg a 16. századból származik, míg a második és a harmadik a 18. és 19. század végén készült.[5]

## Lakosság
| Lakosság változása | Lakosság változása | Lakosság változása | Lakosság változása | Lakosság változása | Lakosság változása | Lakosság változása | Lakosság változása | Lakosság változása | Lakosság változása | Lakosság változása | Lakosság változása | Lakosság változása | Lakosság változása | Lakosság változása | Lakosság változása |
| ------------------ | ------------------ | ------------------ | ------------------ | ------------------ | ------------------ | ------------------ | ------------------ | ------------------ | ------------------ | ------------------ | ------------------ | ------------------ | ------------------ | ------------------ | ------------------ |
| 1857               | 1869               | 1880               | 1890               | 1900               | 1910               | 1921               | 1931               | 1948               | 1953               | 1961               | 1971               | 1981               | 1991               | 2001               | 2011               |
| 901                | 954                | 530                | 523                | 514                | 566                | 1074               | 1108               | 251                | 148                | 100                | 80                 | 73                 | 61                 | 59                 | 47                 |